# Diana (Felderhoff)

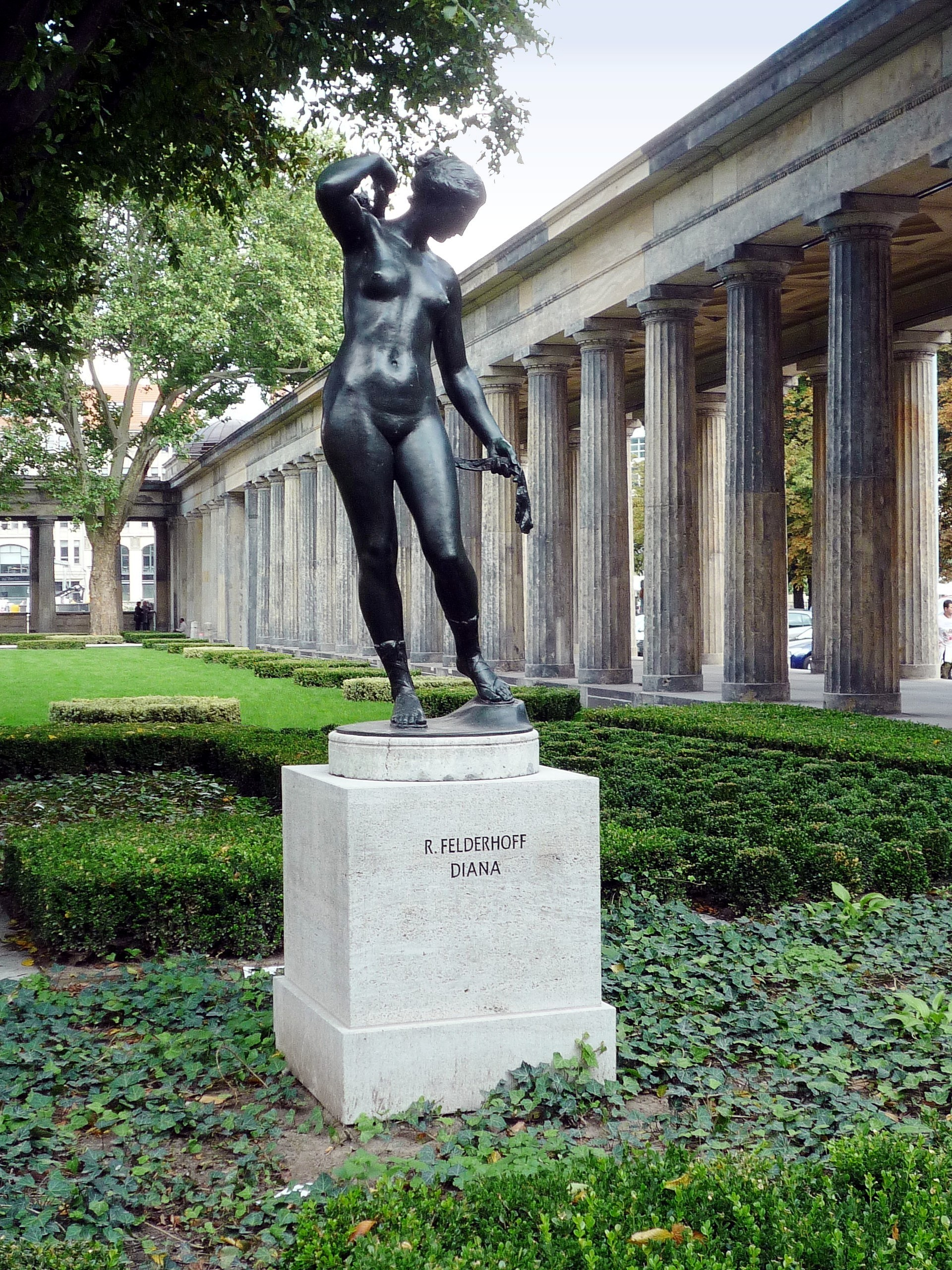
Diana im Kolonnadenhof der Museumsinsel in Berlin

Die Diana von Reinhold Felderhoff ist eine 1,74 Meter hohe Bronzefigur der Jagdgöttin Diana, die nur mit hochgebundenen Sandalen bekleidet ist und sich gerade einen Köcher anlegt. Das Original ist im Kolonnadenhof zwischen Neuem Museum und Alter Nationalgalerie auf der Museumsinsel in Berlin zu sehen.

## Geschichte
Die Figur wurde erstmals 1898 auf der Großen Berliner Kunstausstellung als Statuette ausgestellt. Auch auf der Pariser Weltausstellung 1900 wurde sie gezeigt. 1910 wurde dann von der Gießerei Noack die Plastik aus Bronze gegossen und von der Nationalgalerie angekauft. Darauf folgend wurde nach einer Quelle im Jahr 1929 mit dem Bürgermeister der Stadt Schleswig bzw. nach anderer Quelle im Jahr 1934 mit dem Regierungspräsidenten der Provinz Schleswig-Holstein ein Dauerleihvertrag geschlossen. Bis 2009 stand die Diana dann gegenüber vom OLG Schleswig. Seitdem ist sie im Kolonnadenhof der Museumsinsel Berlin aufgestellt.

## Repliken
Eine zweieinhalb Meter hohe Replik, ebenfalls von der Gießerei Noack gefertigt, wurde 1927 im Kleinen Lustgarten von Elbing, der Geburtsstadt Reinhold Felderhoffs, aufgestellt. Unter nicht geklärten Umständen gelangte diese Version der Diana in den Besitz von Hermann Göring, der sie in seinem Anwesen Carinhall aufstellen ließ. Nach dem Zweiten Weltkrieg wurde die Großbronze in der Zitadelle Spandau verwahrt. 1963 wurde sie dann an ihren jetzigen Standort im Wröhmännerpark in Berlin-Spandau gebracht.
Eine leicht verkleinerte Nachbildung aus Marmor wurde 1917 geschaffen und von 1918 bis 1928 in der Nationalgalerie ausgestellt. Sie wurde von der Stadt Brandenburg an der Havel angekauft und steht nun im Theaterpark.